# Eutrichota humeralis
Eutrichota humeralis este o specie de muște din genul Eutrichota, familia Anthomyiidae. A fost descrisă pentru prima dată de Stein în anul 1898. Conform Catalogue of Life specia Eutrichota humeralis nu are subspecii cunoscute.